# Джангарачева, Мира Камилевна
Мира Камилевна Джангарачева (род. 30 марта 1952 года) — кыргызский государственный и общественный деятель, депутат Жогорку Кенеша (1995—2000), вице-премьер министр по социальной политике, министр труда и социальной защиты Кыргызстана (1998—1999). Почётный гражданин Бишкека.

## Биография

### Ранние годы
Мира Джангарачева родилась 30 марта 1952 года в городе Фрунзе. Мать — Фатима Байгельдиева — ветеран тыла войны, журналистка. Отец – Джангарачев Кемел Сатаркулович – участник Великой Отечественной войны, профсоюзный работник. (Его отец Сатаркул Джангарачев был членом кыргызского филиала партии “Алаш”, репрессирован и расстрелян в 1938 году в Украине, реабилитирован в 1970). У Миры было трое братьев (Болот, Исхак, Азиз) и две сестры: Роза (художница) и Нуриля (журналистка, живет в Венгрии).
В 1974 году окончила исторический факультет Кыргызского государственного университета, получила специальность учителя истории и социальных наук. Окончила аспирантуру и докторантуру МГУ имени М. Ломоносова. Кандидат философских наук; доцент. По словам Джангарачевой, также изучала философию и стажировалась в Софийском университете.
Владеет кыргызским, русским языками.

### Профессиональная карьера
В 1974—1992 годах работала деканом, заведующей кафедрой, преподавателем Фрунзенского политехнического института.
Свою политическую карьеру Джангарачева начала в 1992 году, когда стала вице-мэром Бишкека по социальным вопросам и пробыла на этом посту до 1995 года. В 1995 году была избрана депутатом Жогорку Кенеша. В 1995 году в составе национальной делегации приняла участие во Всемирной конференции женщин в Пекине, где участники смогли создать новую основу для продвижения женщин и их прав и ратифицировали ключевые международные Конвенции ООН по защите прав женщин. В 1996 году по приглашению Аскара Акаева заняла пост вице-премьер-министра по социальной политике, в 1998 году стала заведующей отделом по социальной политике Администрации президента. К концу десятилетия она стала одной из самых влиятельных женщин-политиков в стране. В 1998 году была назначена министром труда и социальной защиты, пробыла в должности год. В 1999 году стала заместителем губернатора по социальным вопросам Чуйской области.
В 2000 году ушла из политики. С 2000-2015 год работала в системе ООН в Кыргызской Республике менеджером по социальным вопросам и охраны окружающей среды.
19 июня 2019 года была назначена директором Музея изобразительных искусств имени Гапара Айтиева. 2 декабря уволилась с должности в связи с событиями в музее, связанными с выставкой феминнале «Кормилицы. Экономическая свобода. Женщины». В июне 2019 г. на общем собрании акционеров ОАО «Дос-Кредобанк» утверждена членом Совета директоров.
Она опубликовала множество статей по социальным вопросам и межэтническим отношениям в своей стране и дважды выступала на мероприятиях TEDx в Кыргызстане.

## Личная жизнь
Муж - Кличбек Бердибеков (Экс-Генеральный секретарь Федерации футбола Кыргызской Республики).
Дочь — Шаир Шайкенова, живёт в Алматы.
В свободное время занимается духовными практиками и медитирует.